# Campionati asiatici di badminton 2005
I Campionati asiatici di badminton 2005 si sono svolti a Hyderabad, in India. È stata la 24ª edizione del torneo, organizzato dalla Badminton Asia.

## Podi
| Evento              | Oro                                     | Argento                   | Bronzo                             |
| Singolare maschile  | Sony Dwi Kuncoro                        | Kuan Beng Hong            | Ng Wei                             |
| Singolare maschile  | Sony Dwi Kuncoro                        | Kuan Beng Hong            | Lee Hyun-il                        |
| Singolare femminile | Wang Chen                               | Kaori Mori                | Cheng Shao-chieh                   |
| Singolare femminile | Wang Chen                               | Kaori Mori                | Eriko Hirose                       |
| Doppio maschile     | Markis Kido Hendra Setiawan             | Lee Jae-jin Jung Jae-sung | Tan Bin Shen Ong Soon Hock         |
| Doppio maschile     | Markis Kido Hendra Setiawan             | Lee Jae-jin Jung Jae-sung | Hendra Aprida Gunawan Joko Riyadi  |
| Doppio femminile    | Lee Hyo-jung Lee Kyung-won              | Kumiko Ogura Reiko Shiota | Lita Nurlita Natalia Poluakan      |
| Doppio femminile    | Lee Hyo-jung Lee Kyung-won              | Kumiko Ogura Reiko Shiota | Jo Novita Greysia Polii            |
| Doppio misto        | Sudket Prapakamol Saralee Thungthongkam | Lee Jae-jin Lee Hyo-jung  | Albertus Susanto Njoto Li Wing Mui |
| Doppio misto        | Sudket Prapakamol Saralee Thungthongkam | Lee Jae-jin Lee Hyo-jung  | Muhammad Rijal Endang Nursugianti  |